# Maureen Dor
 (novembre 2012).
Pour les articles homonymes, voir Dor.
Maureen Dor est une actrice, chanteuse, éditrice et animatrice de télévision belge, née le 17 novembre 1970 à Ixelles.

## Biographie

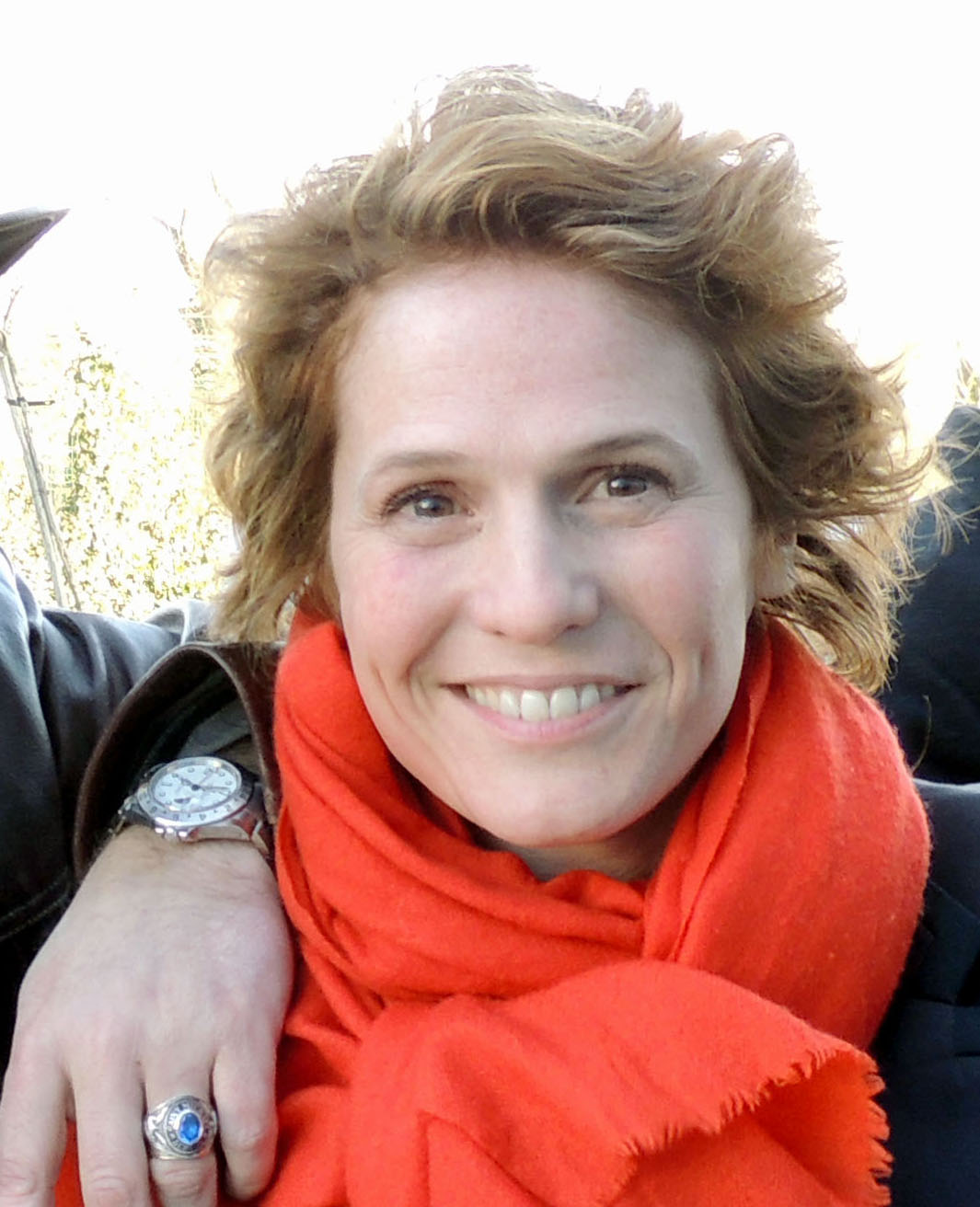
Maureen Dor au Télévie 2013.

À dix ans, elle est actrice dans le film Les Jours de notre vie de Maurice Rabinowicz.
Elle présente à partir du 21 mars 1988 le hit-parade Top 21 sur la nouvelle chaîne publique belge Télé 21, la chaîne qui succède à Télé 2 (2e chaîne de la RTBF).
Après une année infructueuse d'étude à l'IHECS, elle obtient un poste de chroniqueuse à Nulle part ailleurs sur Canal+. Elle fera un court passage à Canaille Peluche sur cette même chaîne, avant d'être engagée sur France 2 en 1994 par Dominique Cantien pour animer Chalu Maureen en compagnie de Charly et Lulu, transfuges de TF1, une émission qui concurrence le Club Dorothée.
De 1996 à 1997, elle a coanimé l'émission S.V.P. Comédie sur TF1 avec Philippe Risoli.
De 2000 à 2014, elle est une chroniqueuse régulière des émissions de Laurent Ruquier : On a tout essayé sur France 2 (jusqu'en 2006) et On va s'gêner sur Europe 1 (jusqu'en 2014).
En novembre 2009, elle refait son apparition sur le petit écran sur Direct 8 en tant que membre du jury de l'émission L'École des stars.
Elle a prêté sa voix dans La Véritable Histoire du Petit Chaperon rouge et L'Âge de glace. Elle a joué dans les séries La Crim' (saison 5), Une femme d'honneur (saison 3) ou encore H (saison 4, épisode 1 Une histoire de dentiste). En mai 2006, Maureen Dor se produit au Sentier des Halles pour un tour de chant des chansons qu'elle a écrites. Du 6 janvier au 4 mars 2009, elle tient le rôle principal dans Si c’était à refaire au théâtre « Tête d'or » de Lyon, une comédie de Laurent Ruquier qui parodie le monde de la chirurgie esthétique. En 2011, elle se lance dans la publication d'une série de livres pour enfants, illustrés par Pascal Lemaître. Voyage en autopuce sort en mai 2011. Un CD accompagne le livre, contenant l'histoire racontée par Maureen Dor, l'histoire chantée, la musique seule pour que l'enfant chante à son tour, et un jeu basé sur l'histoire.
En 2011, elle crée les Éditions Clochette, au sein desquelles elle publie ses livres pour enfants dans la série Les Zygomots.
En juin 2012, RTL-TVI annonce la participation de Maureen Dor dans son jury de l'émission Belgium's Got Talent, diffusée à partir de septembre.
En novembre 2021, elle affirme avoir été sexuellement agressée par Nicolas Hulot alors qu'elle avait dix-huit ans.

### Vie familiale

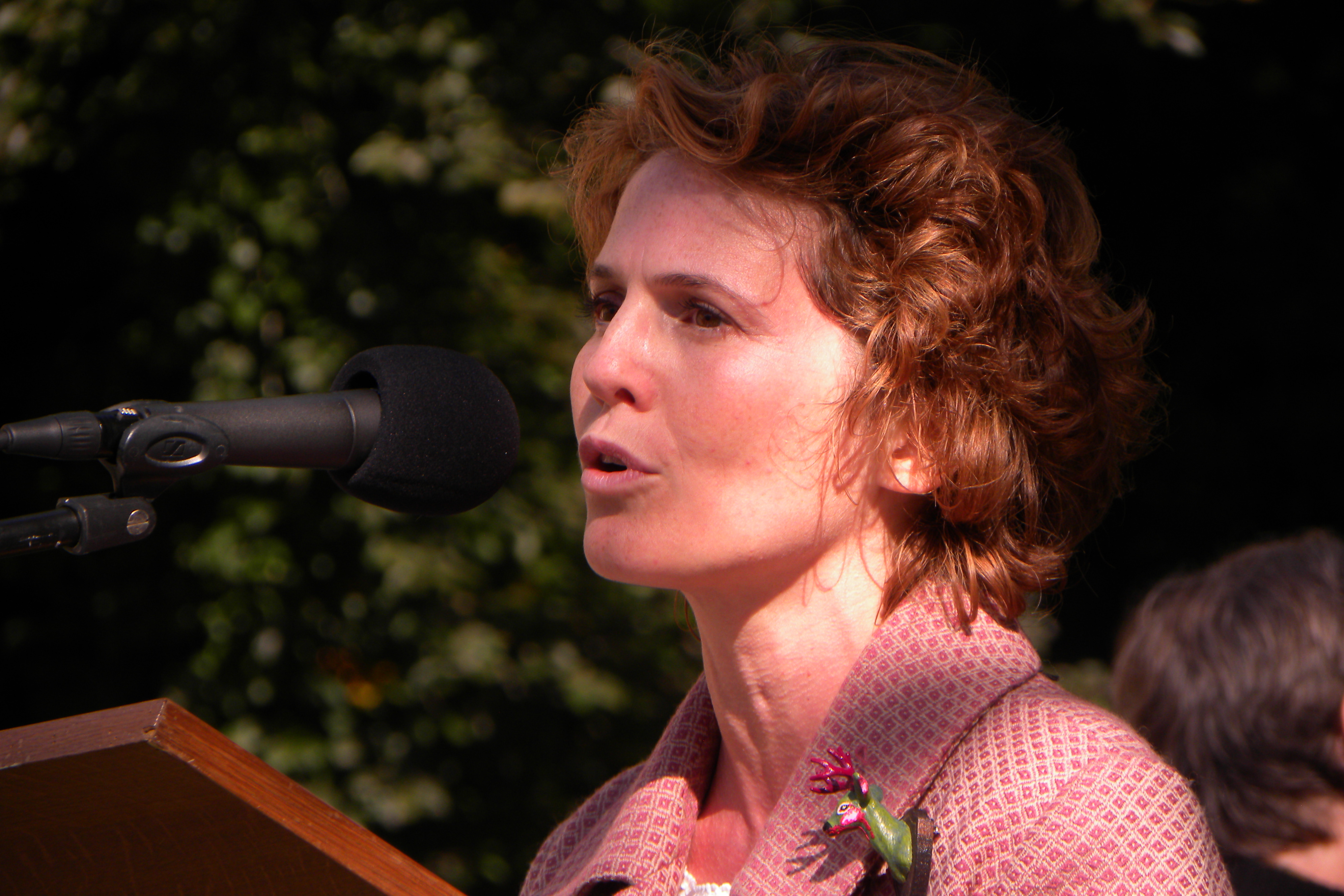
Maureen Dor en 2012 à Habay-la-Neuve.

Par son père, Maureen descend d'une lignée d'industriels métallurgistes liégeois (Nicolas Dor, Lucien Dor) ayant contribué à implanter l'industrie du zinc en Campine hollandaise KZM, Zincs de la Campine à Budel-Dorplein. 
Par sa mère, Maureen descend d'une famille de juristes et avocats d'origine allemande, dont le bâtonnier Thomas Braun, poète de l'Ardenne. 
En couple depuis 1995, avec le musicien Jérôme Dédina, elle a deux enfants. En 2020, elle indique vivre à Suresnes (Hauts-de-Seine) depuis une vingtaine d'années, après avoir habité dans le 11e arrondissement de Paris.

## Filmographie
Sauf indication contraire, les informations mentionnées dans cette section peuvent être confirmées par les bases de données cinématographiques IMDb et Allociné,  présentes dans la section « Liens externes ».

### Cinéma

#### Longs métrages
- 1980 : Les Jours de notre vie de Maurice Rabinowicz
- 1982 : Une femme en fuite  de Maurice Rabinowicz
- 2007 : Fragile(s) de Martin Valente : Anaïs
- 2008 : Un château en Espagne : Cécile
- 2012 : Il était une fois, une fois de Christian Merret-Palmair : Maureen

#### Courts métrages
- 1997 : Enquête d'audience de Laurent Pellicer
- 1997 : Amis pour la vie d'Éric Bitoun

### Télévision
- 1999 : Une femme d'honneur (série télévisée), épisode Mort en eaux troubles : Cécile
- 2001 : Commissariat Bastille (série télévisée), épisode En toute innocence : Karine
- 2001 : H (série télévisée), saison 4 épisode 1 (Une histoire de dentiste) : Fanny, la secrétaire du dentiste
- 2003 : Comment devient-on capitaliste ? (téléfilm) : Babou

### Doublage
- 2001 : Petit Potam, le film : Fleur de Miel (création de voix)[6]
- 2002 : L'Âge de glace : femelle paresseux (version française)
- 2005 : La Véritable Histoire du Petit Chaperon rouge : Rouge (version française)
- 2007 : Atout 5 (série d'animation) : Debby-Rose (création de voix)
- 2007 : Replay (court métrage d'animation de l'École supérieure des métiers artistiques de Montpellier[7])
- 2014 : Cactus & Sac à Puces  (court métrage d'animation, segment de Patakès et autres histoires) de Nicolas Bianco-Levrin

## Chansons
- L'enfant, c'est l'avenir de l'homme (1994)
- Saturnin
- Carnage
- J'vois des gens
- Compte de fée
- Couchés dans l'herbe

## Publications
- Voyage en autopuce (Éditions Clochette, 2011), avec Pascal Lemaître[8]
- Rita, la féroce fée rousse (Éditions clochette, 2011), avec Olivier Nomblot[9]
- Vol à la bisouterie (Éditions Clochette, 2011), avec Agnès Perruchon[10]
- Le Rêve de l'arbre (Éditions clochette, 2011), avec Olivier Nomblot[11]
- Le Bétiseur (Éditions clochette, 2012), avec Robin[12]
- La Belle et la Bête (Éditions clochette, 2012) avec Elisa Moriconi[13]
- Moi super moi (Éditions clochette, 2013) avec Valentine de Cort[14]
- Une fourmidable surprise (Éditions clochette, 2012) avec Elodie Bossrez[15]
- Pauvre Stupidon (Éditions clochette, 2013) avec Pélagie Lamenthe[16]
- Quelle Chatastrophe (Éditions clochette, 2013) avec Charlotte Meert[17]
- DingoDino (Éditions clochette, 2014) avec Mélanie Roubineau